# Gymnodactylus amarali
Gymnodactylus amarali — вид ящірок родини Phyllodactylidae. .

## Назва
Вид названий на честь бразильського герпетолога Афраніу ду Амарала.

## Поширення
Ендемік Бразилії. Поширений у серрадо (тип савани) у штаті Гояс.